# Chlum (Letovice)

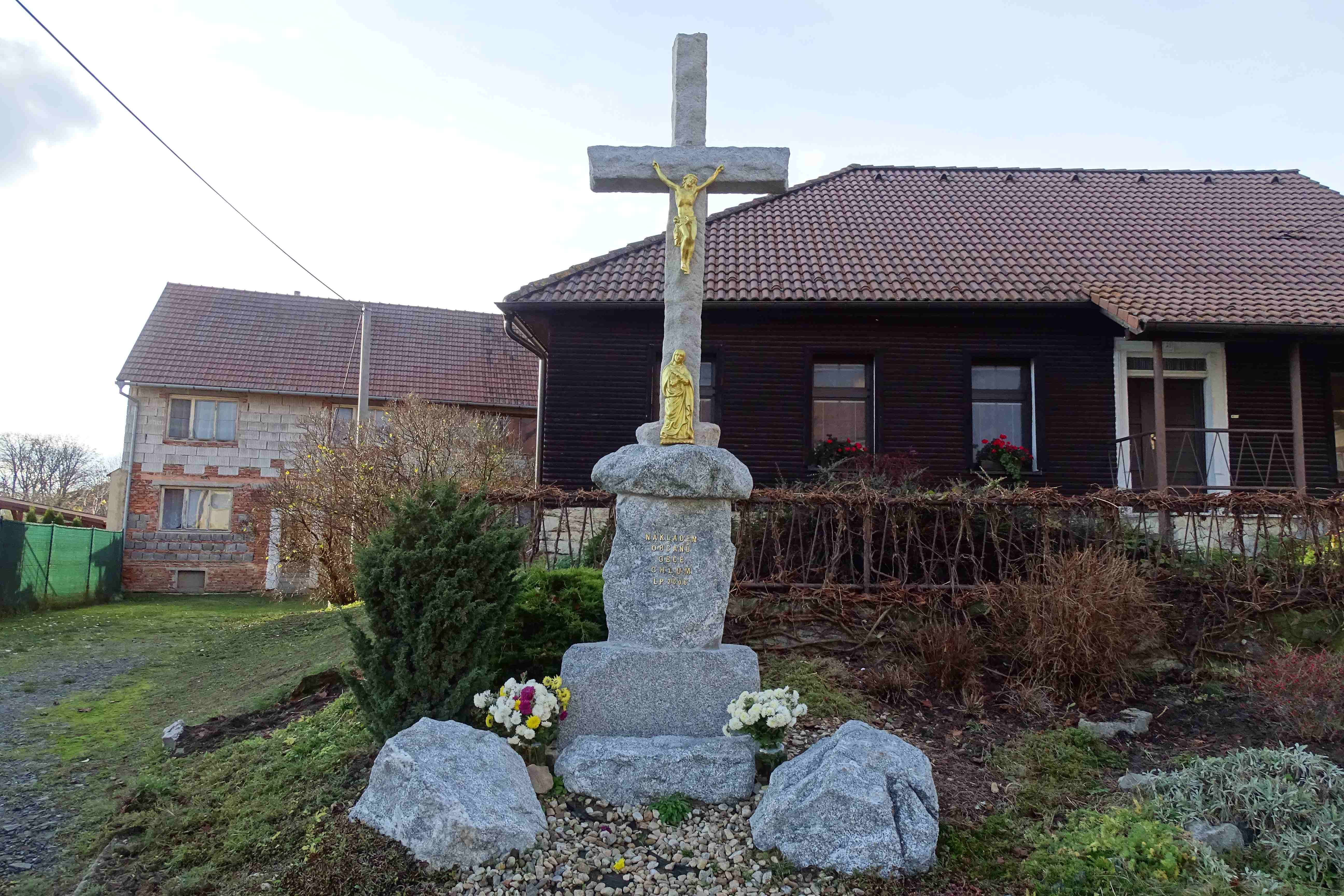
Kamenný kříž v Chlumu u Letovic.

Chlum je malá vesnice, část města Letovice v okrese Blansko. Nachází se asi 6 km na sever od Letovic. Prochází zde silnice II/368. Je zde evidováno 31 adres. Trvale zde žije 88 obyvatel.
Chlum leží v katastrálním území Chlum u Letovic o rozloze 2,01 km2.

## Historie
První písemná zmínka o vesnici pochází z roku 1320.
V letech 1850–1976 k vesnici patřily Babolky.

## Památky

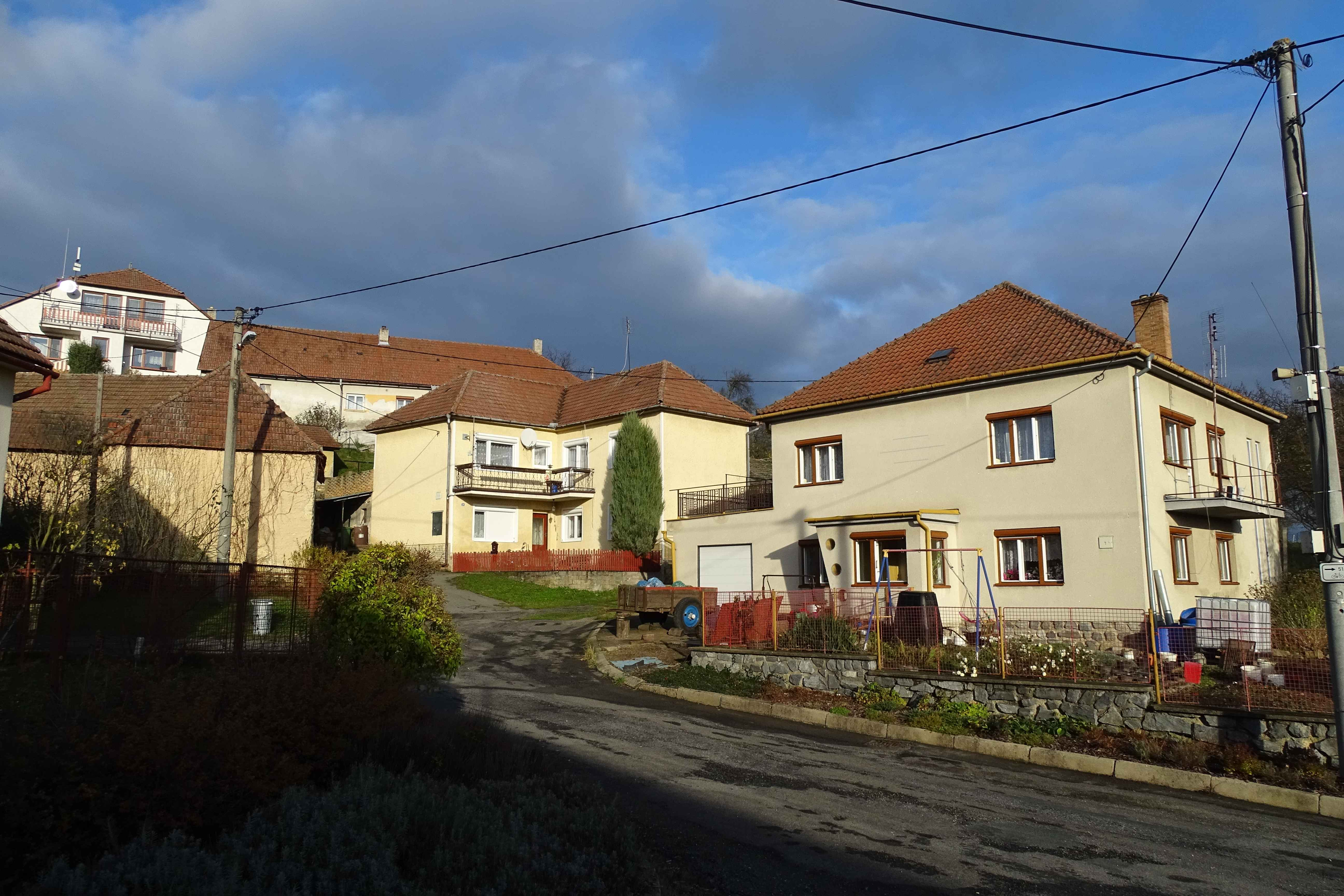
Obec Chlum u Letovic.

Kamenný kříž u domu čp. 21 s nápisem: "Nákladem občanů obce Chlum LP 2006".